# 184 Dejopeja
184 Dejopeja eller 1959 LL är en asteroid i asteroidbältet, upptäckt 28 februari 1878 av den österrikiske astronomen Johann Palisa i Pula, Kroatien. Asteroiden har fått sitt namn efter en nymf inom romersk mytologi.